# Římskokatolická farnost Hutisko
Římskokatolická farnost Hutisko je územním společenstvím římských katolíků v rámci děkanátu Valašské Meziříčí Olomoucké arcidiecéze s farním kostelem svatého Josefa.

## Historie
První zmínka o obci pochází z roku 1627. Ještě v polovině 17. století bylo Hutisko nekatolické. Nejbližší katolická fara byla až v Rožnově, kde se taky prováděly křty a pohřby. Dřevěný filiální kostel byl postaven roku 1732, po šestnácti letech vyhořel (míněním katolíků jej zapálili evangelíci). Následně pak byl postaven kostel zděný. Podřízen byl faře v Rožnově, přifařeny byly také Solanec s Prostřední a Horní Bečvou a Velké Karlovice. Roku 1755 se odfařily Velké Karlovice a roku 1792 Horní Bečva. Roku 1843 byl lokální kostel povýšen na farní.
Od ledna 2017 byla dosavadní součást farnosti, obec Prostřední Bečva, začleněna do farnosti Dolní Bečva.

## Duchovní správci
Pořadí duchovních správců je známo od roku 1732. Od července 2016 byl ustanoven administrátorem excurrendo R. D. Mgr. Kamil Obr. Toho s platností od července 2018 vystřídal R. D. Mgr. Pavel Hofírek.

## Bohoslužby
| Kostel                | Místo   | Bohoslužba (den) | Hodina     | Poznámka     |
| --------------------- | ------- | ---------------- | ---------- | ------------ |
| kostel svatého Josefa | Hutisko | neděle pátek     | 8.45 17.00 | Farní kostel |

## Aktivity farnosti
Ve farnosti se pravidelně pořádá tříkrálová sbírka. V roce 2017 se při ní vybralo 98 615 korun. O rok později se při sbírce vybralo 109 191 korun.